# Správní obvod obce s rozšířenou působností Litomyšl
Správní obvod obce s rozšířenou působností Litomyšl je od 1. ledna 2003 jedním ze čtyř správních obvodů rozšířené působnosti obcí v okrese Svitavy v Pardubickém kraji. Čítá 35 obcí.
Město Litomyšl je zároveň obcí s pověřeným obecním úřadem, přičemž oba správní obvody jsou územně totožné.

## Seznam obcí
Poznámka: Města jsou vyznačena tučně.
- Benátky
- Bohuňovice
- Budislav
- Cerekvice nad Loučnou
- Čistá
- Desná
- Dolní Újezd
- Horky
- Horní Újezd
- Chmelík
- Chotěnov
- Chotovice
- Janov
- Jarošov
- Litomyšl
- Lubná
- Makov
- Morašice
- Němčice
- Nová Sídla
- Nová Ves u Jarošova
- Osík
- Poříčí u Litomyšle
- Příluka
- Řídký
- Sebranice
- Sedliště
- Sloupnice
- Strakov
- Suchá Lhota
- Trstěnice
- Tržek
- Újezdec
- Vidlatá Seč
- Vlčkov

## Obyvatelstvo
| Rok  | Obyv.  | ± %    |
| ---- | ------ | ------ |
| 1869 | 37 213 | —      |
| 1880 | 37 723 | +1,4 % |
| 1890 | 37 691 | −0,1 % |
| 1900 | 37 245 | −1,2 % |
| 1910 | 37 376 | +0,4 % |

| Rok  | Obyv.  | ± %     |
| ---- | ------ | ------- |
| 1921 | 35 520 | −5 %    |
| 1930 | 34 262 | −3,5 %  |
| 1950 | 26 257 | −23,4 % |
| 1961 | 26 815 | +2,1 %  |
| 1970 | 25 709 | −4,1 %  |

| Rok  | Obyv.  | ± %    |
| ---- | ------ | ------ |
| 1980 | 26 418 | +2,8 % |
| 1991 | 25 733 | −2,6 % |
| 2001 | 26 219 | +1,9 % |
| 2011 | 26 454 | +0,9 % |
| 2021 | 26 268 | −0,7 % |